# Вальс, Хосе
Хосе Вальс Энгуикс (исп. José Valls Enguix; 1850, Косентайна — 1909, Валенсия) — испанский дирижёр, композитор и музыкальный педагог.
Родился в семье сапожника. Вместе с семьёй перебрался в Бокайренте, где получил первые уроки музыки у руководителя городского духового оркестра Франсиско Миральеса. В возрасте девяти лет отправился в Валенсию для дальнейших занятий музыкой, учился у Хусто Фустера (фортепиано), Паскуаля Переса Гаскона (гармония) и Хосе Пикераса (композиция). Продолжил обучение в Мадридской консерватории у Дамасо Сабальсы (фортепиано).
Вернувшись в Валенсию, во второй половине 1870-х гг. начал выступать как дирижёр в Валенсии и в различных городах Северной Испании, дирижировал сарсуэлами и отдельными гастрольными концертами. В 1878 году основал в Валенсии Концертное общество (исп. La Sociedad de Conciertos) — первую попытку создать в этом городе постоянно действующий оркестр; 12 мая в городском парке состоялся первый концерт, состоявший из оперных увертюр Франца Зуппе, Амбруаза Тома и Карла Марии фон Вебера и вальса Эмиля Вальдтейфеля. Оркестр просуществовал до 1888 года. После этого Вальс посвятил себя сочинению сарсуэл и дирижировал ими в разных валенсийских театрах. Преподавал в Валенсийской консерватории и частным образом, среди его учеников Хосе Бельвер. В 1908—1909 гг. директор консерватории.